# Стефанія Берлінерблау
Стефанія Берлінерблау або Фанні Берлін (1852 – 4 вересня 1921) — американська анатом і лікарка. Вона відома своїми дослідженнями кровообігу, які привели до ілюстраціі артеріально-венозних з'єднань. Її також вважають піонером у боротьбі за визнання жінок у сфері медицини. Вона була однією з перших єврейських жінок, які займалися хірургією в Сполучених Штатах, і була співзасновницею Жіночого медичного товариства Нової Англії за сім років до того, як жінок прийняли в Массачусетське медичне товариство.

## Раннє життя та освіта
Берлінерблау народилася в 1852 році в Украіні в м Херсон, колишній Херсонській губернії Російської імперії. Вона була донькою Маркуса Берлінерблау. У юному віці мріяла стати лікарем. Після закінчення гімназії переконала батьків дозволити їй вивчати медицину в Швейцарії. Разом з подругою вона стала частиною колонії студентів-медиків, вихідців з Російськоі імперіі, які навчалися в Цюрихському університеті. За спогадами очевидців, у цей період Берлінерблау сильно симпатизувала росіянину князю Петру Кропоткіну, та своєму земляку, вихідцю з Нового Стародуба, Херсонської губернії, Сергію Степняку-Кравчинському та іншим революціонерам-вихідцям з Російськоі імперіі. За її революційну діяльність, енергійну особистість і нігілістичні погляди її віднесли до Kosakenpferdchen або «козацьких поні». Зовнішній вигляд і політика цієї групи були описані як «страшно революційні», що спонукало німецькі газети застерігати жінок від спілкування з цими студентами. У 1873 році цар Олександр II заборонив жінкам навчатися в Цюриху, що змусило її перевестися до Берліна, де вона закінчила медичну освіту.
Щоб отримати ступінь лікаря в Бернському інституті анатомії, вона захистила дисертацію про кровообіг у ссавців під керівництвом Крістофа Теодора Ебі. Її метод передбачав відстеження руху речовин від артерій до вен за допомогою барвників, що зрештою призвело до ілюстраціі зв'язків артерії та вени. Вона отримала ступінь у 1875 році, того ж року опублікувала свою роботу про кровообіг у журналі Archiv für Anatomi und Physiologie.

## Кар'єра

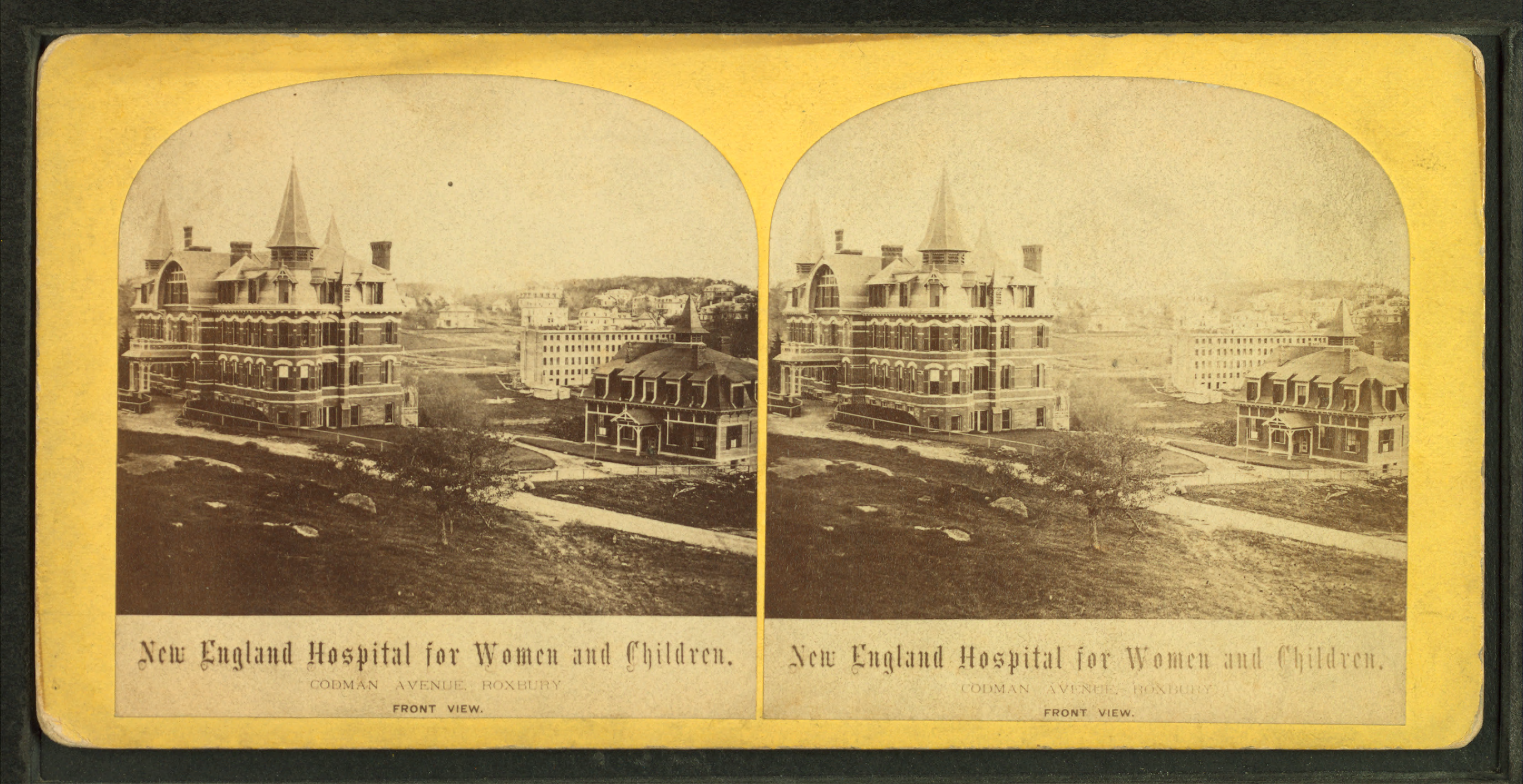
Лікарня Нової Англії для жінок і дітей була єдиною лікарнею в Бостоні, яка приймала на роботу жінок-лікарів за часів Берлінерблау.

До 1877 року Берлінерблау переїхала до Бостона, щоб стажуватися в лікарні Нової Англії для жінок і дітей. Коли вона стала резидентом, вона змінила своє ім'я з Berlinerblau на Berlin і була опублікована в кількох газетах міста. У 1879 році її призначили на посаду патронажного лікаря. Цей заклад був єдиною лікарнею, яка приймала на роботу жінок-лікарів у Бостоні. Берлінерблау була однією з чотирьох жінок-хірургів у лікарні, якою керувала доктор Марі Закжевська, яка також була іммігранткою з Берліна. Ця група лікарів, до якої входили Елізабет Келлер і Мері Сміт, також склала раду лікарів лікарні, керуючи напрямком розвитку установи протягом понад двадцяти років.
До 1881 року Берлінерблау стала відомою хірургинею завдяки виконанню лапаротомій. Вона також працювала головним хірургом лікарні Нової Англії до 1894 року. Започаткувала приватну практику після того, як пішла у відставку, остаточно пішла на пенсію в 1916 році через погіршення зору.
Як жінці, Берлінерблау було заборонено вступати до Массачусетського медичного товариства. Через це обмеження вона заснувала жіноче медичне товариство Нової Англії в 1878 році разом з дев'ятьма іншими жінками-хірургинями.
Серед опублікованих робіт Берлінерблау була стаття в Американському журналі акушерства, в якій вона описувала свої хірургічні методи. Ця публікація, під назвою «Три випадки повного пролапсу матки, в якому операція проводилася за методом Леона Ле Форта», детально розповіла про її успішну хірургічну корекцію пролапсу матки.
Берлінерблау померла 4 вересня 1921 року у своєму домі в бостонському районі Роксбері.

## Публікації
- Three Cases of Complete Prolapsus Uteri Operated upon According to the Method of Leon Le Fort (1878)
- A Case of Supposed Extra-Uterine Pregnancy Treated by Electricity (1884)[джерело?]
- A Case of Ante-Uterine Hematocele Laparatomy Recovery (1889)[джерело?]
- A Case of Tubal Pregnancy (1893)[джерело?]

## Посвідки
1. 1 2 3 4 5 6 7 8 9 10  Creese, Mary R. S. (2015). Ladies in the Laboratory IV: Imperial Russia's Women in Science, 1800–1900: A Survey of Their Contributions to Research. Lanham, MD: Rowman & Littlefield. с. 23—24, 44. ISBN 978-1-4422-4741-3.
2. 1 2  Marcus, Jacob Rader. United States Jewry 1776-1985. digital.library.wayne.edu. Процитовано 9 жовтня 2020.
3. 1 2 3 4 5 6 7  Chasin, Judith (27 лютого 2009). Fanny Berlin. Jewish Women's Archive (англ.). Процитовано 8 жовтня 2020.
4. ↑  Diner, Hasia; Diner, Professor Hasia; Benderly, Beryl (2002). Her Works Praise Her: A History of Jewish Women in America from Colonial Times to the Present. Basic Books. с. 97. ISBN 978-0-465-01711-9.
5. 1 2  Furst, Lilian R. (1997). Women Healers and Physicians: Climbing a Long Hill. Lexington: University Press of Kentucky. с. 174. ISBN 978-0-8131-2011-9.
6. ↑  Female Medical College & Homeopathic Medical College of Pennsylvania Presented by Sylvain Cazalet. homeoint.org. Процитовано 8 жовтня 2020.
7. ↑  Children, New England Hospital for Women and (1899). History of the New England Hospital for Women and Children. Boston: George H. Ellis. с. 28.
8. 1 2  Drachman, Virginia (1984). Hospital with a Heart: Women Doctors and the Paradox of Separatism at the New England Hospital, 1862-1969. London: Cornell University Press. с. 107. ISBN 978-0-8014-1624-8.
9. ↑  Bonner, Thomas Neville (1992). To the Ends of the Earth: Women's Search for Education in Medicine. Cambridge, MA: Harvard University Press. с. 65. ISBN 978-0-674-89303-0.
10. 1 2 3  Fanny Berlin. Jewish Women's Archive (англ.). Процитовано 13 жовтня 2020.